# Hubert
Hubert – imię męskie pochodzenia germańskiego. Tłumaczy się jako «człowiek wyróżniający się rozumem» (człon hugu oznacza «umysł, rozum», natomiast beraht – «sławny»).
Żeńska forma: Huberta
Przysłowie związane z tym imieniem: „Kiedy swego czasu goły las nastaje, święty Hubert z lasu cały obiad daje”.

## Imieniny
Hubert Imieniny obchodzi 3 listopada.

## Odpowiedniki w innych językach
- angielski: Hobart, Hubert
- esperanto: Huberto[2]
- francuski: Hubert
- hiszpański: Huberto
- łacina: Hubertus
- niemiecki: Hubert, Hubertus, Hugbert, Huprecht
- rosyjski: Губерт, Хубэрт
- włoski: Oberto, Uberto, Umberto

## Znane osoby noszące to imię
- św. Hubert z Liège – święty Kościoła katolickiego, patron myśliwych (wspomnienie 3 listopada tzw. hubertus)
- Hubert Antoszewski – polski aktor teatralny i dubbingowy, animator
- Hubert Banisz – piłkarz, reprezentant Polski w latach 1952–1953, olimpijczyk
- Hubert Beckhaus – doktor, niemiecki hellenista, latynista, pedagog
- Hubert Costa – lekarz, polityk, poseł na Sejm RP
- Hubert Drapella – polski reżyser i scenarzysta
- Hubert van Eyck – niderlandzki malarz, starszy brat Jana van Eycka
- Hubert Gad – piłkarz, reprezentant Polski w latach 1936–1937
- Hubert von Grashey – niemiecki lekarz psychiatra
- Hubert Humphrey – amerykański polityk, działacz Partii Demokratycznej, 38. Wiceprezydent Stanów Zjednoczonych w gabinecie Lyndona B. Johnsona (1965–1969)
- Hubert Hurkacz – polski tenisista
- Hubert Kostka – piłkarz, reprezentant Polski, trener, magister inżynier górnictwa, magister wychowania fizycznego.
- Hubert Lampo – pisarz flamandzki
- Hubert Michon – francuski duchowny katolicki, arcybiskup Rabatu (Maroko)
- Hubert Neuper – austriacki skoczek narciarski, pierwszy zdobywca Pucharu Świata w skokach narciarskich, dwukrotny zwycięzca Turnieju Czterech Skoczni oraz zdobywca Pucharu KOP
- Hubert Pala – piłkarz, reprezentant Polski w 1960 roku
- Hubert Robert – francuski malarz rokokowy
- Hubert Selby – amerykański powieściopisarz, poeta i scenarzysta.
- Hubert Skrzypczak – polski bokser, medalista olimpijski, mistrz i wicemistrz Europy.
- Hubert Urbański – polski aktor, dziennikarz, prezenter telewizyjny i radiowy
- Hubert Wagner – polski siatkarz i trener siatkarski, ojciec Grzegorza Wagnera
- Hubert Zduniak – polski aktor teatralny, filmowy i telewizyjny.
- Hubert Parry – angielski kompozytor
- Karol Hubert Rostworowski – polski dramaturg i poeta, muzyk, publicysta, stronnik Obozu Wielkiej Polski.
- Berti Vogts, Hans Hubert Vogts – niemiecki piłkarz i trener piłkarski
- Hubert Dobaczewski ps. Spięty - wokalista, muzyk, kompozytor, autor tekstów

## Postaci fikcyjne
- Hubert „Bercik” Dworniok – postać z serialu Święta wojna
- Porucznik Hubert Gruber – postać z serialu  ’Allo ’Allo!
- Hubert – postać z filmu animowanego Merida Waleczna
- Hubert – Młody Człowiek z Brat Naszego Boga Karola Wojtyły